# 에번스턴 (일리노이주)

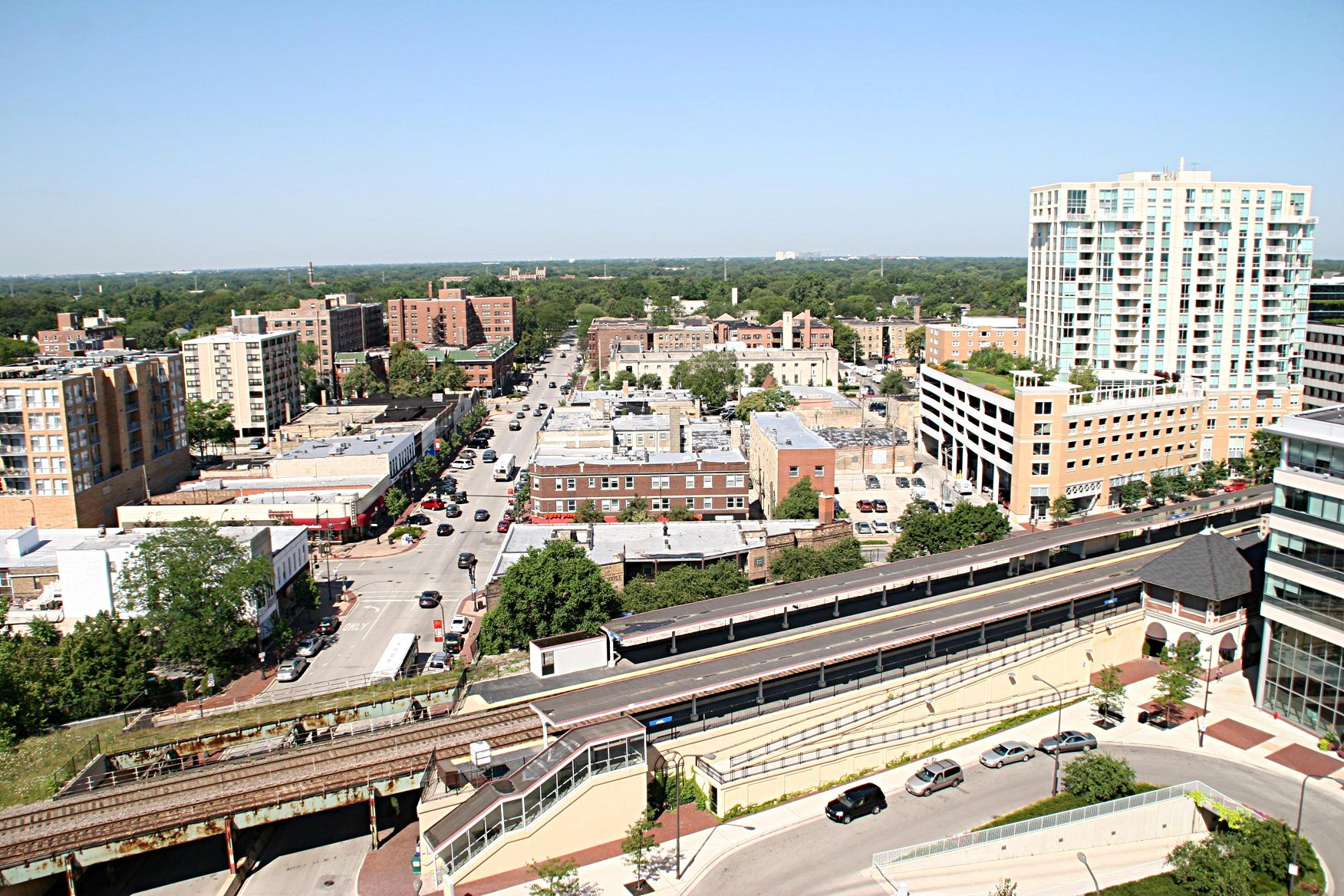

에번스턴(영어: Evanston)은 미국 중서부 일리노이주에 있는 도시이다. 인구는 약 73,473명(2019년)이다.
미시간호에 면하며, 시카고 북쪽에 위치한다. 1851년 존 에번스가 노스웨스턴 대학교를 설립하였고, 지명은 에번스의 이름에서 유래한다. 시카고 교외 도시이며, 노스웨스턴 대학교가 있는 대학도시로 유명하다.

## 인구
| 인구조사              | 인구   | Note  | %±     |
| --------------------- | ------ | ----- | ------ |
| 1880년                | 4,400  |       | —      |
| 1890년                | 9,000  |       | 104.5% |
| 1900년                | 19,259 |       | 114.0% |
| 1910년                | 24,978 |       | 29.7%  |
| 1920년                | 37,234 |       | 49.1%  |
| 1930년                | 63,338 |       | 70.1%  |
| 1940년                | 65,389 |       | 3.2%   |
| 1950년                | 73,641 |       | 12.6%  |
| 1960년                | 79,263 |       | 7.6%   |
| 1970년                | 79,808 |       | 0.7%   |
| 1980년                | 73,706 |       | −7.6%  |
| 1990년                | 73,233 |       | −0.6%  |
| 2000년                | 74,239 |       | 1.4%   |
| 2010년                | 74,486 |       | 0.3%   |
| 2019 (추산)           | 73,473 | [ 1 ] | −1.4%  |
| U.S. Decennial Census |        |       |        |